# Ectemnius lituratus
Ectemnius lituratus är en stekelart som först beskrevs av Georg Wolfgang Franz Panzer 1804.  Ectemnius lituratus ingår i släktet Ectemnius, och familjen Crabronidae. Arten har ej påträffats i Sverige.